# Luis Ramón Leirós
Luis Ramón Leirós Álvarez (Madrid, 9 marzo 1949) è un ex calciatore spagnolo di ruolo attaccante.

## Carriera
Iniziò la carriera nell'Atlético Madrid. Esordì il 12 maggio 1968 in Copa del Generalísimo contro il Real Valladolid. Il suo allenatore dell'epoca era Miguel González Pérez. Nella stagione successiva, il 2 febbraio 1969, debuttò nella Primera División spagnola, alla ventesima giornata di campionato, nella vittoria casalinga per 1-0 contro il Real Saragozza. Queste furono le uniche presenze con l'Atlético, pertanto, nella stagione 1969-1970 fu ceduto in prestito ad un'altra squadra di Madrid, il Rayo Vallecano, per acquisire esperienza giocando nella Segunda División. Durante l'anno in prestito fu impiegato con continuità da Manuel Peñalva nell'attacco del Rayo, disputò 33 partite di campionato e segnò un gol, contro lo Sporting de Gijón.
A fine stagione, Leirós tornò all'Atlético. Disputò 7 partite nella Copa del Generalísimo, fino all'eliminazione in semifinale contro il Barcellona. Tuttavia, non riuscì a trovare spazio nelle altre competizioni.
Nel mese di dicembre del 1971 si trasferì al Real Saragozza, tornando così a giocare nella Segunda División spagnola. Esordì contro il Real Valladolid, il 19 dicembre. In questa porzione di stagione disputò 17 partite e segnò tre reti: una contro la Cultural Leonesa e una doppietta contro il Racing de Ferrol. Così facendo contribuì alla promozione in Primera División, grazie al terzo posto ottenuto in campionato.
Disputò tre stagioni in massima serie con il club aragonese, ma fu condizionato da un infortunio alla tibia e al perone che lo tenne a lungo lontano dai campi da gioco.
Nel 1975 esordì in Coppa UEFA giocando contro i portoghesi del Vitória Setúbal (partita in cui segnò anche un gol) e contro gli svizzeri del Grasshopper.
A fine anno, avendo poco spazio nel club, il Real Saragozza decise di cedere Leirós al Real Murcia, nella Segunda División spagnola. La stagione, iniziata con propositi di promozione nella Liga, si concluse invece con il Murcia con una retrocessione nella terza divisione del calcio spagnolo. In questa difficile stagione, Leirós giocò soltanto 8 partite in campionato e 2 di coppa, senza segnare alcuna rete.